# Портрет Егора Фёдоровича Сталя
«Портрет Егора Фёдоровича Сталя» — картина Джорджа Доу и его мастерской из Военной галереи Зимнего дворца.
Картина представляет собой погрудный портрет генерал-майора Егора Фёдоровича Сталя из состава Военной галереи Зимнего дворца. 
К началу Отечественной войны 1812 года полковник Сталь был командиром 2-го батальона Лубенского гусарского полка, сражался на Волыни и в Белоруссии, отличился в бою под Выжвой и в сражении на Березине. Далее он принимал участие в Заграничных походах 1813 и 1814 годов, отличился в сражении при Гросберене, а за бой под Торгау был произведён в генерал-майоры; после Битвы народов сражался на севере Европы, освобождал от французов Мюнстер и Амстердам.
Изображён в генеральском доломане Павлоградского гусарского полка, введённом в 1809 году (Сталь в этом полку числился с 1807 года до самой отставки), через плечо переброшена лядуночная перевязь, сверху накинут ментик. На шее кресты орденов Св. Владимира 3-й степени, Св. Анны 2-й степени и прусского ордена Красного орла 2-й степени; на груди кресты ордена Св. Георгия 4-го класса и шведского Военного ордена Меча 4-й степени, серебряная медаль «В память Отечественной войны 1812 года» на Андреевской ленте. С тыльной стороны картины надписи: Stahl и Geo Dawe RA pinxt. Подпись на раме: Е. Ѳ. Сталь 2й, Генералъ Маiоръ.
7 августа 1820 года Сталь был включён в список «генералов, заслуживающих быть написанными в галерею» и 28 февраля 1823 года император Александр I приказал написать его портрет. Сам Сталь в это время находился в отставке и постоянно проживал в своём имении в Эстляндской губернии; известно, что в конце апреля 1825 года он приезжал в Санкт-Петербург, где встретился с Доу. Гонорар Доу был выплачен 10 августа 1825 года. Готовый портрет был принят в Эрмитаж 7 сентября 1825 года.